# Ловци на натприродно (3. сезона)
Трећа сезона серије Ловци на натприродно, америчке фантастичне телевизијске серије аутора Ерика Крипкеа, емитована је од 4. октобра 2007. до 15. маја 2008. године, с укупно 16 епизода. Путујући широм Америке, протагонисти Сем (Џаред Падалеки) и Дин Винчестер (Џенсен Аклс) користе очев дневник како би наставили породични посао — спасавају људе и лове натприродна створења. Сезона почиње тако што браћа проналазе демоне ослобођене из пакла у финалу претходне сезоне. Они постају савезници са демоном по имену Руби (Кејти Касиди), који тврди да зна начин да ослободи Дина из његовог демонског пакта — продао је своју душу демону и добио годину дана живота у замену за Семово васкрсење — и жели да их заштити од нове демонске вође, Лилит. Како се Динова смрт приближава, њихове напоре додатно омета Бела Талбот (Лорен Кохан), професионална крадљивица окултних предмета која је често у сукобу са Винчестерима.
Сезона је емитована четвртком у 21 час у САД на телевизијској мрежи The CW. У Србији је објављена 8. марта 2022. на HBO Max-у. The CW је наручио 22 епизоде за сезону, али је због штрајка Удружења сценариста Америке 2007—2008. тај број смањен на 16. Неке приче су због тога одложене, за које је Крипке сматрао да су на крају имале користи за сезону јер су приморале сценаристе да се усредсреде на спасавање Дина. Упркос ниској гледаности — у просеку је имала само око 2,74 милиона гледалаца у САД — серија је раније обновљена за четврту сезону. Трећа сезона је добила помешане критике критичара и обожавалаца, док је увођење Руби и Беле наишло на углавном негативне критике.

## Улоге

### Главне
- Џаред Падалеки као Сем Винчестер
- Џенсен Аклс као Дин Винчестер
- Кејти Касиди као Руби / Лилит[а]
- Лорен Кохан као Бела Талбот[б]

### Гостујуће
- Џим Бивер као Боби Сингер
- Стерлинг К. Браун као Гордон Вокер
- Мајкл Маси као Кјубрик
- Синди Сампсон као Лиса Брејдин
- А. Џ. Бакли као Ед Зедмор
- Николас Елија као Бен Брејден
- Џефри Дин Морган као Џон Винчестер
- Ричард Спејт Млађи као Враголан
- Травис Вестер као Хари Спанглер
- Чарлс Малик Витфилд као агент Виктор Хенриксен
- Стивен Вилијамс као Руфус Тарнер

## Епизоде
У овој табели, број у првој колони се односи на број епизоде у целој серији, док број у другој колони означава број епизоде у овој сезони. „Гледаност у САД (милиони)” се односи на то колико је Американаца гледало премијеру епизоде или на дан емитовања.
| Бр. еп. (укупно) | Бр. еп. (у сезони) | Српски наслов Изворни наслов | Редитељ        | Сценариста                                                             | Премијера                        | Прод. код | Гледаност у САД (милиони) |
| ---------------- | ------------------ | ---------------------------- | -------------- | ---------------------------------------------------------------------- | -------------------------------- | --------- | ------------------------- |
| 45               | 1                  | Седморица величанствених     | Ким Менерс     | Ерик Крипке                                                            | 4. октобар 2007. 8. март 2022.   |           | 2,97                      |
| 46               | 2                  | Деца су добро                | Фил Сгрича     | Сера Гамбл                                                             | 11. октобар 2007. 8. март 2022.  |           | 3,16                      |
| 47               | 3                  | Лош дан у Блек Року          | Роберт Сингер  | Бен Едлунд                                                             | 18. октобар 2007. 8. март 2022.  |           | 3,03                      |
| 48               | 4                  | Град греха                   | Чарлс Бисон    | Роберт Сингер и Џереми Карвер                                          | 25. октобар 2007. 8. март 2022.  |           | 3,02                      |
| 49               | 5                  | Приче за лаку ноћ            | Мајк Рол       | Кетрин Хамфрис                                                         | 1. новембар 2007. 8. март 2022.  |           | 3,24                      |
| 50               | 6                  | Црвено небо ујутру           | Клиф Боул      | Лоренс Андрис                                                          | 8. новембар 2007. 8. март 2022.  |           | 3,01                      |
| 51               | 7                  | Свежа крв                    | Ким Менерс     | Сера Гамбл                                                             | 15. новембар 2007. 8. март 2022. |           | 2,88                      |
| 52               | 8                  | Натприродни Божић            | Џ. Милер Тобин | Џереми Карвер                                                          | 13. децембар 2007. 8. март 2022. |           | 3,02                      |
| 53               | 9                  |                              | Роберт Сингер  | Бен Едлунд                                                             | 31. јануар 2008. 8. март 2022.   |           | 2,95                      |
| 54               | 10                 | Сањај ме                     | Стив Бојум     | Story by : Сера Гамбл и Кетрин Хамфрис Teleplay by : Кетрин Хамфрис    | 7. фебруар 2008. 8. март 2022.   |           | 2,68                      |
| 55               | 11                 | Мистериозно место            | Ким Менерс     | Story by : Џереми Карвер и Емили Маклохлин Teleplay by : Џереми Карвер | 14. фебруар 2008. 8. март 2022.  |           | 2,97                      |
| 56               | 12                 |                              | Фил Сгрича     | Сера Гамбл                                                             | 21. фебруар 2008. 8. март 2022.  |           | 3,23                      |
| 57               | 13                 | Растурачи духова             | Фил Сгрича     | Бен Едлунд                                                             | 24. април 2008. 8. март 2022.    |           | 2,22                      |
| 58               | 14                 | Позив на даљину              | Роберт Сингер  | Џереми Карвер                                                          | 1. мај 2008. 8. март 2022.       |           | 2,63                      |
| 59               | 15                 | Време је на мојој страни     | Чарлс Бисон    | Сера Гамбл                                                             | 8. мај 2008. 8. март 2022.       |           | 2,55                      |
| 60               | 16                 | Нема помиловања за зликовце  | Ким Менерс     | Ерик Крипке                                                            | 15. мај 2008. 8. март 2022.      |           | 3,00                      |

### Фусноте
1. ↑  Bill Gorman (13. 5. 2008). „CW 2008 Fall Schedule vs. 2007 Fall Schedule”. TV By the Numbers. Архивирано из оригинала 4. 8. 2012. г. Приступљено 3. 8. 2012.
2. 1 2 3 4 5 6 7 8 9 10 11 12 13 14 15 16  „Supernatural Ratings 2007–2008”. TV by the Numbers. Архивирано из оригинала 4. 8. 2012. г. Приступљено 2. 11. 2009.